# Bounty Killer
Rodney Basil Price, mais conhecido como Bounty Killer (Kingston, 12 de junho de 1972) é um DJ de reggae e dancehall jamaicano.

## Início da carreira
Bounty Killer nasceu no dia 12 de junho de 1972 em Seaview Garden (Kingston), Jamaica. Mudou-se para a cidade de Riverton ainda muito jovem, junto com sua mãe e mais oito irmãos. Seu pai trabalhava no sistema de som Black Scorpio, e isso o ajudou a iniciar sua carreira musical como DJ no início da adolescência. Quando completou 14 anos de idade, foi atingido por uma bala perdida durante um tiroteio entre fações políticas rivais, e enquanto se recuperava no hospital escolheu o nome artístico Bounty Killer, que significa, mais ou menos, "Caçador de Recompensas". Pretendia tornar-se uma voz para os mais desfavorecidos. Depois de se recuperar, ele melhorou suas performances e aumentou o número de shows, e voltou sua atenção para a gravação.

## Década de 1990
Seu reconhecimento surgiu em 1993. Bounty Killer se tornou um nome familiar para os jamaicanos devido o seu desempenho, bem recebido, no festival de hardcore anual Sting, realizado nos dias após o natal. Bounty Killer tentou proteger a sua individualidade e isso causou muitos problemas dentro e fora do palco, com vários cantores. Bounty Killer e Merciless iniciaram uma briga no palco durante o festival de Sting, em 1997. Isso resultou em manchetes em toda a Jamaica. Sua maior rivalidade é com o cantor Beenie Man. Durante uma batalha de MC's, Bounty Killer acertou um murro em Beenie Man, quando este tentou pegar o microfone de suas mãos.
Conquistou sua autonomia em 1995, com o nascimento de sua própria gravadora, a VP Records.
Durante a década de 1990, Bounty Killer recebeu o rótulo de defensor dos pobres e oprimidos, e seus maiores sucessos foram "Book Book Book", "Mama", "Babylon System" e "Down in the Guetto". Na mesma altura, tornou-se conhecido nos Estados Unidos e na Europa e acabou realizando várias participações especiais com grandes nomes da black music como Busta Rhymes, The Fugees, Wyclef Jean, Mobb Deep, entre muitos outros.
Seu álbum de 1996, My Xperience, foi um grande sucesso, ficando durante seis meses no gráfico da Billboard Reggae.
Bounty Killer demonstra total desprezo pelo rap popular/comercial, que ele chama de "embaraçoso ao reggae".

## No novo milênio
Em 2001, Bounty Killer, em parceria com a banda norte-americana No Doubt, lançou mais um grande sucesso "Hey Baby", que se tratava de uma música com influência de vários estilos musicais, como rock alternativo, dancehall e ragga. Mais sucessos seguiram, com os álbuns Ghetto Dictionary: The Art of War e Ghetto Dictionary: The Mystery, o que resultou em uma indicação ao Grammy. 
Em 2003, Bounty Killer cancelou dois de seus shows no Reino Unido porque temia ser preso, por sua opinião incitar a homofobia e o ódio aos homossexuais. O uso de letras que falam de assassinato para a comunidade LGBT contribuiu para a polémica. O grupo político OutRage o denunciou.

## Prisões
Bounty Killer foi preso várias vezes:
- Em 2001, na reunião anual pela paz Reggae Sumfest, por uma briga com outro músico.
- Em junho de 2006, Bounty Killer foi preso pela polícia jamaicana, por bater na mãe de seu filho, que era divorciada. O ataque foi realizado quando ele viu Julia Rambally caminhando com seus amigos. Bounty disse que haviam acabado de discutir. Depois, os médicos descobriram que a ex-esposa havia sofrido muitos golpes no rosto, além de ter sido arrastada pelo chão, ser chutada e ter a cabeça arremessada contra um muro.
- Em 3 de fevereiro de 2009, por ultrapassar sete semáforos em Kingston.
- Em 2009, por se recusar a fazer o teste do bafômetro. O policial havia percebido que Bounty estava dirigindo bêbado em alta velocidade.

## Discografia

### Álbuns de estúdio
- Roots, Reality & Culture (VP Records) (1994)
- Jamaica’s Most Wanted (Greensleeves Records) (1994)
- Guns Out (Greensleeves Records) (1994)
- Face to Face (VP Records) (1994)
- Down in the Ghetto (Greensleeves Records) (1994)
- No Argument (Greensleeves Records) (1995)
- My Xperience (VP Records/TVT Records) (1996)
- Ghetto Gramma (Greensleeves Records) (1997)
- Next Millennium (VP Records/TVT Records) (1998)
- 5th Element (VP Records) (1999)
- Ghetto Dictionary – The Mystery (VP Records) (2002)
- Ghetto Dictionary – The Art of War (VP Records) (2002)
- Nah No Mercy – The Warlord Scrolls (VP Records) (2006)

### EP's
- Raise Hell on Hellboy (PayDay Music Group) (2009)
- Summertime – Bounty Killer (feat. Patexx) (Syndicate Records) (2010)
- Summertime – Buss Out Remix (Bounty Killer feat. Busta Rhymes & Patexx) (Syndicate Records) (2011)

### Singles
- You Don't Love Me (No, No, No) (World of Respect '94 Mix) (feat. Dawn Penn, Dennis Brown e Ken Boothe) (1994)
- Hip-Hopera (feat. Fugees) (1997)
- Deadly Zone (feat. Mobb Deep e Rappin' Noyd) (1998)
- Hey Baby (No Doubt feat. Bounty Killer) (2001)
- Guilty (Swizz Beatz feat. Bounty Killer) (2002)
- P.S.A. B.K. 2004 (feat. Jay-Z) (2005)